# Mantinea

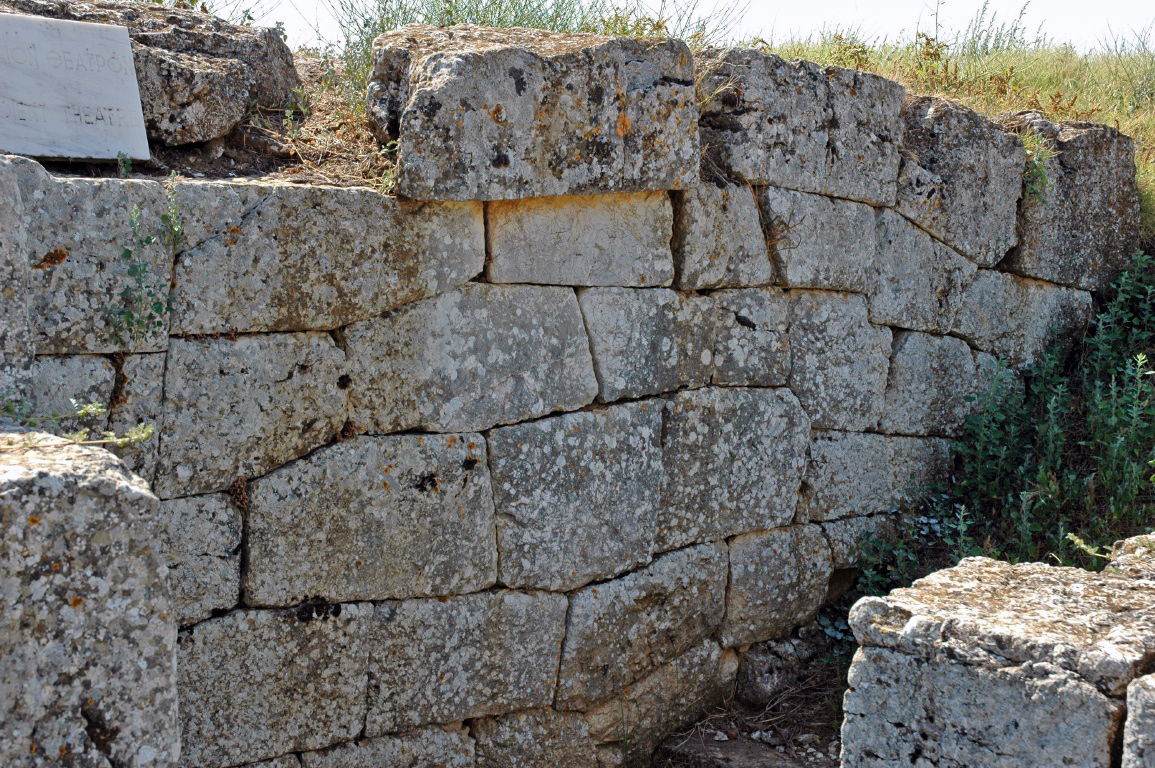
Restos de la muralla de Mantinea.

Mantinea (Μαντίνεια; Mantineia) fue una de las antiguas y poderosas ciudades griegas de Arcadia, en la frontera con la Argólida, al sur de Orcómeno y al norte de Tegea. Su territorio se llamaba Mantinice (Μαντινική). Su fundación mítica se debe a Mantineo, hijo de Licaón, o a Antínoe, hija de Cefeo. Es mencionada por Homero en el Catálogo de las naves de la Ilíada.
Estaba a menudo en guerra con sus vecinos de Tegea. En ella los tebanos vencieron a la coalición formada por espartanos y atenienses en el siglo IV a. C.; allí murió Epaminondas. En el siglo III a. C. fue destruida por la Liga Aquea, y reedificada con el nombre de Antigonea, recuperando su nombre en el siglo II bajo el Imperio romano.
En la actualidad hay una unidad municipal que tiene su mismo nombre, que pertenece al municipio de Trípoli.

## Mito fundacional
Según la tradición recogida por Pausanias, Mantineo fundó una primera ciudad llamada Ptolis. Posteriormente desde allí sus habitantes se trasladaron al lugar donde definitivamente se ubicó Mantinea, debido a un oráculo recibido por Antínoe. Una serpiente o un dragón fue la que hizo de guía en el camino hasta la nueva ubicación, y por ello se decía que se llamaba Ofis al río junto al que estaba Mantinea.

## Historia

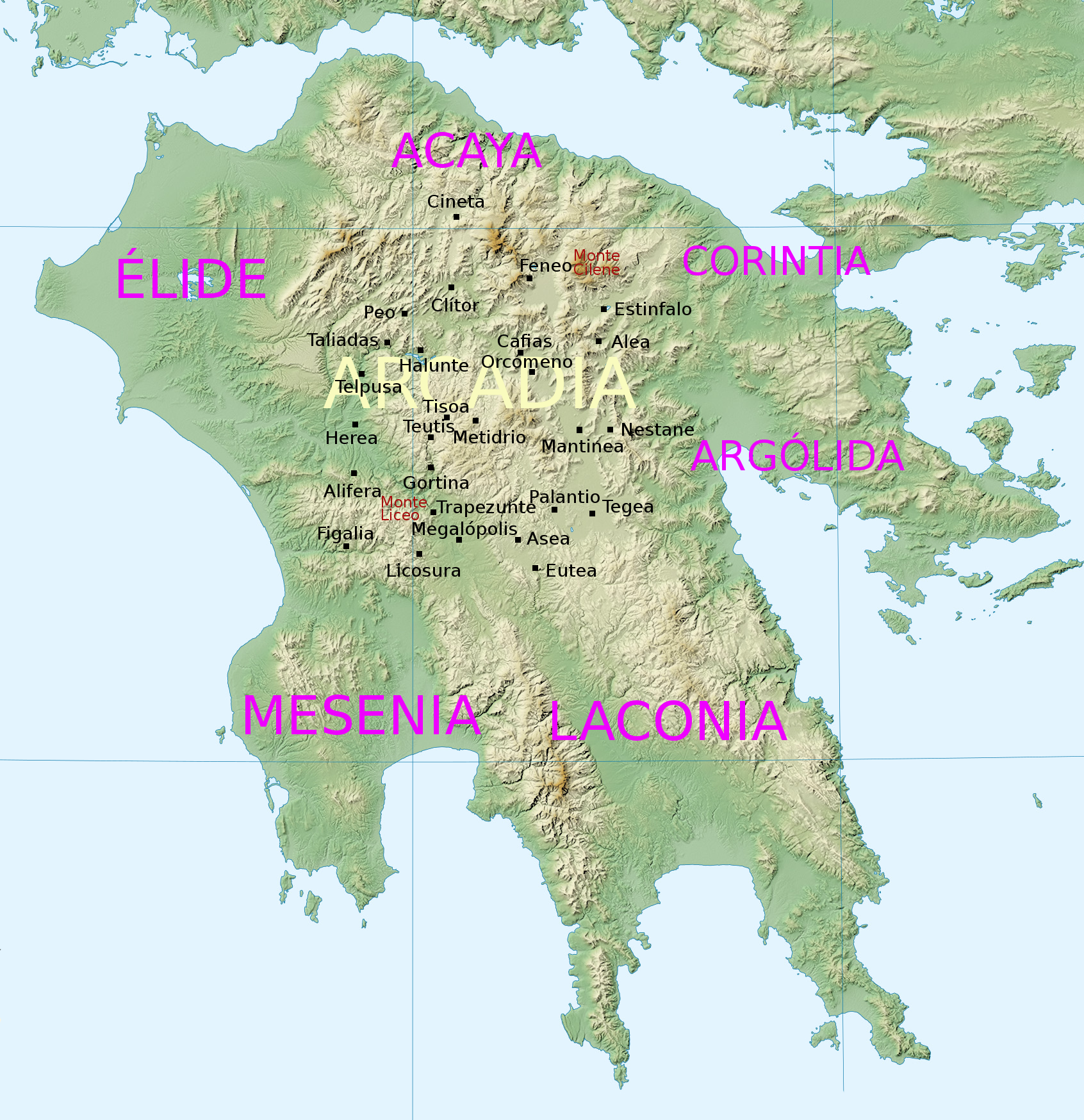
Mapa del Peloponeso con la situación de algunas de las principales ciudades de la antigua Arcadia donde se aprecia la ubicación de Mantinea.

Inicialmente se formó por la unión de cuatro o cinco diferentes pequeñas ciudades para formar una sola (sinecismo). La unión fue alentada por Argos, probablemente para establecer un contrapoder a Tegea. Su constitución política es mencionada por Polibio. La ciudad adquirió un prestigio político notable, hasta el punto de que el rey Batos III de Cirene (hacia 550-530 a. C.) cuando estallaron graves disensiones en Cirene, pidió un arbitraje a Mantinea, que envió a Demonacte que estableció una nueva constitución.
Antes de las guerras médicas reconoció la supremacía de Esparta, y como aliada de esta combatió a los persas. 500 ciudadanos de Mantinea lucharon en las Termópilas. A Platea, en cambio, llegaron cuando la batalla ya se había acabado.
En la guerra del Peloponeso fue inicialmente miembro de la liga del Peloponeso. Tegea y Mantinea se disputaban una especie de hegemonía regional en Arcadia y en 423 a. C. se enfrentaron en una batalla de resultado incierto que es mencionada por Tucídides. Tegea tenía un gobierno oligárquico y era firme aliado de Esparta; en cambio Mantinea tenía un sistema democrático. En estos años Mantinea ocupó el distrito arcadio de Parrasia y estableció una guarnición en Cípselos, lo que los espartanos no permitieron. Eso y una ayuda espartana a Tegea hizo que Mantinea se quisiera separar de la alianza espartana. Mantinea formó alianza con Argos, Elis y Atenas el 421 a. C. y se implicó en la guerra contra Esparta.
En junio de 418 a. C. se libró en las cercanías de la ciudad (al sur, en dirección a Tegea) la decisiva batalla de Mantinea (primera batalla de Mantinea), en la que argivos, mantineos y atenienses fueron derrotados por el rey Agis de Esparta. Mantinea tuvo entonces que renunciar a sus distritos de Arcadia, antes conquistados, y hacer la paz con Esparta durante 30 años.
Mantinea mantuvo la alianza durante 33 años, pero dos años después de la paz de Antálcidas los espartanos les exigirán la destrucción de sus murallas. La ciudad se va a negar y el rey Agesipolis I atacará la ciudad (385 a. C.) con la excusa de que la tregua del 418 a. C. había expirado. Asediados y derrotados, los mantineos se refugiarán detrás de las murallas. Agesípolis desviará el cercano río Ofis inundando la ciudad. Los mantineos se rendirán y Esparta obligará a la redistribución de estos entre diversas ciudades y pequeñas aldeas, como en su primitiva disposición. En esta época, el orador Lisias calculaba una población de 13 000 ciudadanos libres y un ejército de hasta 3.000 hombres armados.
En el 371 a. C. el ejército espartano es derrotado en Leuctra y se aprovecha para reconstruir la ciudad de Mantinea. La ciudad participa activamente en la formación de la Liga Arcadia, animada por Epaminondas de Tebas, y fundó entonces la ciudad de Megalópolis como capital. Licomedes de Mantinea fue uno de los cabecillas de dicha Liga.
Al cabo de unos años, Mantinea chocará con algunos de los intereses de la liga Arcadia y vuelve a aliarse con Esparta. Epaminondas vuelve al Peloponeso y Mantinea se convierte de nuevo en el escenario de una gran batalla (la segunda batalla de Mantinea), donde los espartanos son derrotados y Epaminondas muere.
Una nueva batalla aconteció en el 295 a. C. entre Demetrio Poliorcetes y Arquidamo III de Esparta, con la victoria del primero.
Así Mantinea permaneció como ciudad de la Liga Arcadia hasta que se formó la Liga Aquea, en la que inicialmente participó, aunque después la abandonó junto con Orcómeno y Tegea. Estas tres polis se adhirieron a la Liga Etolia. En el 228 a. C., las tres ciudades dejaron la Liga Etolia y entablaron alianzas con Esparta. Este hecho desencadenó la guerra entre Esparta y la Liga Aquea (Guerra de Cleómenes) en el 226 a. C. Arato atacó por sorpresa la ciudad y la obligó a acoger una guarnición aquea. Pero no tardaron mucho en ser expulsados los aqueos y volvieron a firmar otra alianza con Esparta. En el 222 a. C., la ciudad cayó por segunda vez en manos de Antígono Dosón, rey de Macedonia, quien había sido escogido como general en jefe de la Liga Aquea. La ciudad fue saqueada y sus habitantes vendidos como esclavos. La ciudad fue renombrada como Antigonia (Ἀντιγόνεια) en honor al rey macedonio.
En 207 a. C. la llanura de Mantinea fue escenario de la otra batalla entre los aqueos, dirigidos por Filopemen, y los espartanos bajo el tirano Macánides, en la que este último fue derrotado y muerto.
Con Macedonia pasó a soberanía romana. Fue la única ciudad que luchó con Octavio Augusto antes de la batalla de Actium. La ciudad conservó su nombre de Antigonia durante todo el período romano hasta la época de Adriano en que volvió a su nombre anterior.

## Descripción de Pausanias

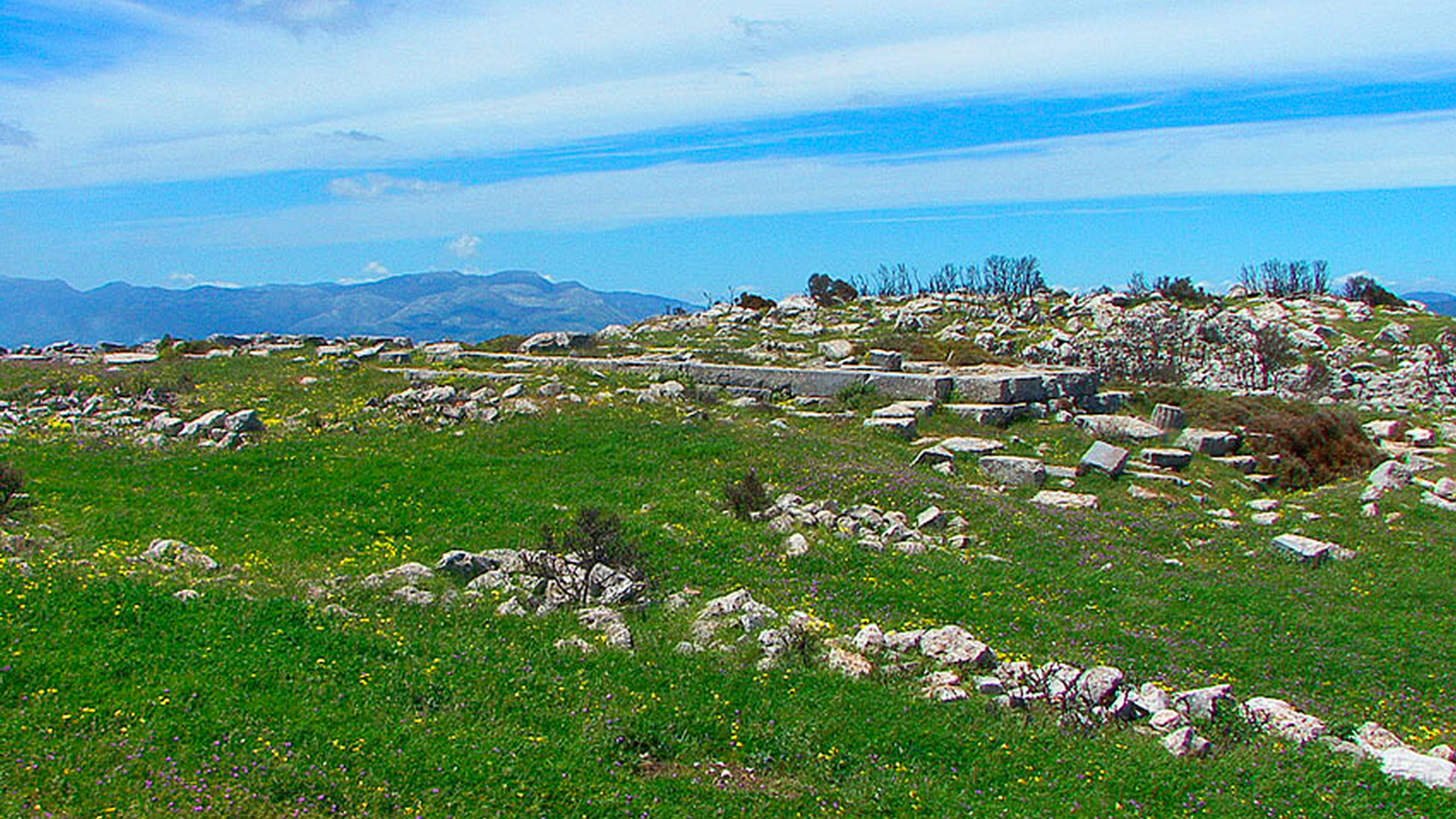
Ruinas del santuario de Poseidón Hípico de Mantinea.

Pausanias describe diversos monumentos de Mantinea: había un templo doble dividido con un muro que una parte estaba dedicada a Asclepio, con una imagen suya hecha por Alcámenes y la otra a Leto, Artemisa y Apolo, con imágenes obra de Praxíteles; santuarios de Zeus, de los Dioscuros, de Atenea Alea, de Antínoo, y de Deméter y Coré, este último con un fuego perpetuo. Junto al teatro había un templo de Hera, donde se hallaba la tumba de Árcade y otro de Afrodita Simaquia, además de sepulcros de Antinoe, hija de Cefeo y de Grilo, hijo de Jenofonte. Menciona también un gimnasio donde había un edificio con imágenes de Antínoo, y el ágora, con una estatua de bronce de Diomenea, hija de Árcade y un heroon de Podares, un combatiente arcadio. En el camino hacia Tegea, junto a las murallas de la ciudad se hallaba un recinto para carreras de caballo, un estadio donde se celebraban juegos en honor de Antínoo, luego el monte Alesio, donde había un bosque sagrado de Deméter y el santuario de Poseidón Hípico. Frente a este santuario había un trofeo que conmemoraba una batalla en la que los arcadios habían tomado parte contra los espartanos.
Por otra parte, indica que en una colina se había ubicado Ptolis, el primitivo emplazamiento de Mantinea del que aún quedaban ruinas y relata una tradición que señalaba que Odiseo había repudiado a Penélope por haber atraído a los pretendientes y ella había tenido que irse a Lacedemonia y desde allí a Mantinea. Cerca de Ptolis ubicaba su tumba.

## Ubicación
El territorio de Mantinea tenía al oeste el monte Ménalo; al este las montañas Artemision (Artemisium, que la separaban de Argólida), al norte una línea de colinas que la separaban de Orcómeno; y al sur un valle que la separaba de Tegea. La llanura de Mantinea es la moderna llanura de Tripolitza, por la ciudad de este nombre entre las antiguas Mantinea y Tegea.
Cercanas a la ciudad estaban los asentamientos de Mera (Μαῖρα), Petrosaca  (Πετροσάκα), Fezón (Φοίζων), Nestane (Νεστάνη), y Melangea (Μελαγγεῖα). Por otra parte, se citan los nombres de varias rutas que llegaban a Mantinea: Prino  (Πρῖνος), Clímax (Κλίμαξ) y Xenis (Ξενίς).

## Arqueología

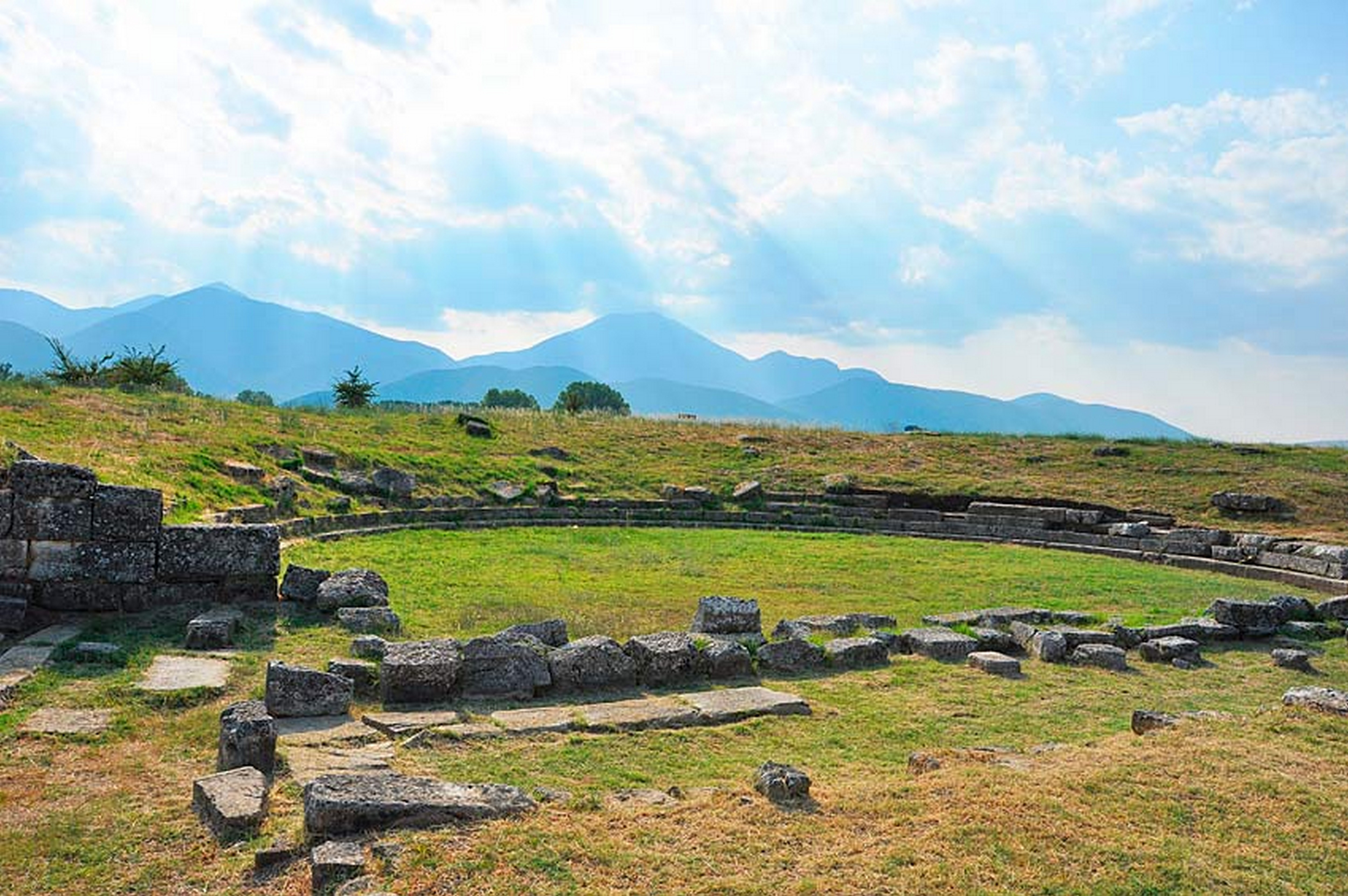
Restos del antiguo teatro de Mantinea.

Las excavaciones de los restos antiguos se llevaron a cabo entre 1887 y 1889 por la Escuela de Arqueología Francesa y posteriormente se han realizado otras a partir de 1960 por el Servicio Arqueológico Griego.
De la antigua ciudad se conservan las antiguas murallas (construidas en el siglo IV a. C.), algunas casas, monumentos funerarios, el ágora, el teatro y el templo de Hera, además otros restos arquitectónicos que también podrían ser templos o edificios públicos. 
Por otra parte, a un kilómetro al norte está la colina de Gortzuli, que se identifica con el lugar llamado Ptolis (Πτόλις) por Pausanias, que era el primitivo emplazamiento de Mantinea. Aquí se han encontrado restos prehistóricos que indican que fue habitada durante los periodos heládico antiguo, medio y la época micénica y que incluyen un breve tramo de muro ciclópeo y un templo del periodo arcaico.